# アスパラギン酸プロテアーゼ
アスパラギン酸プロテアーゼ（英: aspartic protease、EC 3.4.23.）またはアスパラギン酸エンドペプチダーゼ（英: aspartic endopeptidase）は、1つまたはそれ以上のアスパラギン酸残基に結合した活性化水分子を利用して、ペプチド基質の切断を触媒するプロテアーゼである。一般的に、アスパラギン酸プロテアーゼの活性部位には高度に保存された2つのアスパラギン酸残基が存在し、酸性のpHに至適活性を有する。既知のアスパラギン酸プロテアーゼのほぼすべてがぺプスタチンによって阻害される。
脊椎動物、菌類、レトロウイルスのアスパラギン酸プロテアーゼが特徴づけられている。近年、細菌ではIV型ピリン前駆体のプロセシングと関係したプレピリンペプチダーゼ、古細菌ではフラジェリン前駆体のプロセシングと関係したプレフラジェリンペプチダーゼといったアスパラギン酸プロテアーゼが記載されている。
真核生物のアスパラギン酸プロテアーゼには、ペプシン、カテプシン、レニンなどがある。これらは、祖先での重複の結果生じた2つのドメインからなる構造を持つ。レトロウイルスやレトロトランスポゾンのプロテアーゼはずっと小さく、真核生物のアスパラギン酸プロテアーゼの単一ドメインと相同のようである。双方のドメインのアスパラギン酸残基が触媒に関与し、活性部位は2つのドメインの間の溝に位置する。一方のドメインは、もう一方のドメインから太古の遺伝子重複によって進化したものである可能性が高い。現代の酵素では、立体構造は極めて類似しているものの、アミノ酸配列はずっと多様化している。しかしながら、触媒部位のモチーフは非常に保存されている。ジスルフィド結合の存在とその位置は、アスパラギン酸プロテアーゼで保存されている他の特徴の1つである。

## 触媒機構

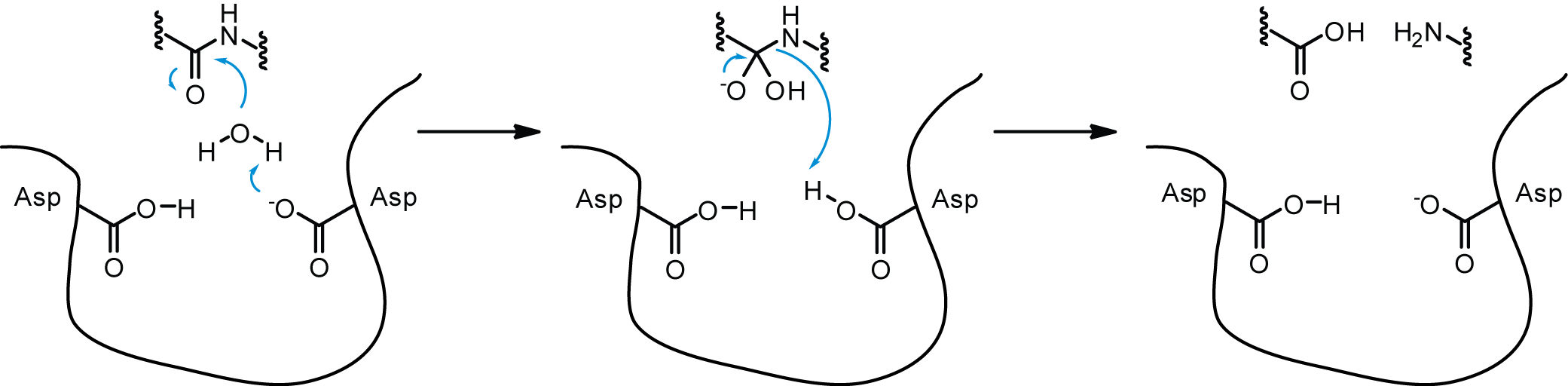
アスパラギン酸プロテアーゼによるペプチド切断の提唱機構

アスパラギン酸プロテアーゼは高度な特異性を持つプロテアーゼのファミリーであり、疎水性残基とβ-メチレン基を持つジペプチド結合を切断する傾向がある。セリンプロテアーゼやシステインプロテアーゼと異なり、切断過程で共有結合型中間体を形成しない。そのため、タンパク質分解は1段階で行われる。
アスパラギン酸プロテアーゼによる触媒には多数の機構が提唱されているが、最も広く受け入れられているのは、高度に保存された2つのアスパラギン酸残基の間への水分子の配位を伴う一般酸塩基機構である。一方のアスパラギン酸が水分子からプロトンを引き抜いて活性化することで、基質のscissile bond（切れやすい結合）のカルボニル炭素への水分子の求核攻撃が可能となり、もう一方のアスパラギン酸との水素結合によって安定化された四面体型オキシアニオン中間体が形成される。この中間体の転位によってアミドのプロトン化が行われ、基質ペプチドは2つの産物へと開裂する。

## 阻害
ぺプスタチンはアスパラギン酸プロテアーゼの阻害剤である。

## 分類
アスパラギン酸プロテアーゼには5つのクラン（スーパーファミリー）が知られており、それぞれ同じ活性部位と機構が収斂進化したものである。各クランには類似した配列からなるいくつかのファミリーが含まれる。MEROPS分類では、アルファベット順による系統名が与えられている。
- クランAA（ペプシンファミリーなど）
- クランAC（シグナルペプチダーゼII（英語版）ファミリーなど）
- クランAD（プレセニリンファミリーなど）
- クランAA（GPRエンドペプチダーゼ（英語版）ファミリーなど）
- クランAA（オムプチンファミリーなど）

## プロペプチド
真核生物のアスパラギン酸エンドペプチダーゼ（MEROPSペプチダーゼファミリーA1）の多くは、シグナルペプチドやプロペプチド（前駆体ペプチド）とともに合成される。動物のペプシン様エンドペプチダーゼのプロペプチドは明確なファミリーを構成し、約30残基の保存されたモチーフが存在する。ペプシノーゲンAでは、成熟型ペプシンの配列の最初の11残基はプロペプチドの残基によって位置が変化している。プロペプチドには活性部位の溝をふさぐ2つのヘリックスが含まれ、ペプシンでは、保存されたAsp11残基はプロペプチドの保存されたArg残基と水素結合を形成する。この水素結合はプロペプチドのコンフォメーションを安定化し、酸性条件下でのペプシノーゲンからペプシンへの変換の開始を担う。

## 例
- BACE1、BACE2
- カテプシンD（英語版）
- カテプシンE
- キモシン（レンニン）
- ナプシンA（英語版）
- ネペンテシン
- ペプシン
- プラスメプシン（英語版） – マラリアの原因となるマラリア原虫に存在するアスパラギン酸プロテアーゼ
- プレセニリン
- レニン

- HIV-1プロテアーゼ – HIVの治療の主要な薬剤標的